# Coahoma County
Coahoma County är ett administrativt område i delstaten Mississippi, USA, med 26 151 invånare. Den administrativa huvudorten (county seat) är Clarksdale. 

## Geografi
Enligt United States Census Bureau så har countyt en total area på 1 510 km². 1 435 km² av den arean är land och 75 km² är vatten. 

### Angränsande countyn
- Tunica County - nord
- Quitman County - öst
- Tallahatchie County - sydost
- Bolivar County - sydväst
- Phillips County, Arkansas - väst

### Städer och samhällen
- Cities
  - Clarksdale

- Towns
  - Coahoma
  - Friars Point
  - Jonestown
  - Lula
  - Lyon